# Силва, Эмануэл
Эмануэ́л Эдуа́рду Пиме́нта Виэ́йра да Си́лва (порт. Emanuel Eduardo Pimenta Vieira da Silva; 8 декабря 1985, Брага) — португальский гребец-байдарочник, выступает за сборную Португалии с 2004 года. Серебряный призёр летних Олимпийских игр в Лондоне, чемпион мира, двукратный чемпион Европы, победитель многих регат национального и международного значения.

## Биография
Эмануэл Силва родился 8 декабря 1985 года в городе Брага. Активно заниматься греблей начал с раннего детства, проходил подготовку под руководством тренера Жозе Соузы, состоял в спортивных клубах Fluvial Merelim и Náutico do Prado.
Благодаря череде удачных выступлений удостоился права защищать честь страны на летних Олимпийских играх 2004 года в Афинах — в одиночках на пятистах метрах сумел дойти лишь до стадии полуфиналов, где финишировал седьмым, тогда как на тысяче метрах добрался до финальной стадии турнира и в решающем заезде показал седьмой результат.
Первого серьёзного успеха на взрослом международном уровне добился в 2005 году, когда попал в основной состав португальской национальной сборной и побывал на чемпионате Европы в польской Познани, откуда привёз награду бронзового достоинства, выигранную в зачёте одиночных байдарок на дистанции 1000 метров. Будучи одним из лидеров гребной команды Португалии, благополучно прошёл квалификацию на Олимпийские игры 2008 года в Пекине — снова стартовал в одиночках на пятистах и тысяче метрах, на сей раз в обоих случаях остановился в полуфинальных стадиях, где финишировал пятым и четвёртым соответственно.
Начиная с 2010 года Силва пересел из одиночной байдарки в парные и четырёхместные, в частности в этом сезоне в двойках на полукилометровой дистанции выиграл бронзовую медаль на европейском первенстве в испанской Корвере. Год спустя на чемпионате Европы в Белграде дважды поднимался на пьедестал почёта: получил бронзу в двойках на пятистах метрах и золото в четвёрках на тысяче метрах. Позже отобрался на Олимпийские игры 2012 года в Лондоне — вместе со своим напарником Фернанду Пиментой финишировал в километровой гонке двухместных байдарок вторым, уступив только венгерскому экипажу Рудольфа Домби и Роланда Кёкеня, и завоевал тем самым серебряную олимпийскую медаль.
После лондонской Олимпиады Эмануэл Силва остался в основном составе португальской национальной сборной и продолжил принимать участие в крупнейших международных регатах. Так, в 2013 году он добавил в послужной список серебряную награду, полученную в километровой гонке четвёрок на домашнем чемпионате Европы в Монтемор-у-Велью, а также одержал победу на чемпионате мира в немецком Дуйсбурге, в двойках на пятистах метрах. В следующем сезоне взял золото и бронзу на европейском первенстве в Бранденбурге, среди двоек на пятистах метрах и четвёрок на тысяче метрах, кроме того, в четвёрках на тысяче метрах получил серебряную медаль на мировом первенстве в Москве. В 2015 году отметился серебряной наградой, выигранной на чемпионате Европы в чешском Рачице, в программе четырёхместных экипажей на километровой дистанции.
За выдающиеся спортивные достижения признан Великим офицером Ордена Инфанта дона Энрике.